# Liste der Lieder von Rosenstolz
Dies ist eine Liste der Lieder des deutschen Pop-Duos Rosenstolz. Die Reihenfolge der Titel ist alphabetisch. Sie gibt Auskunft über die Urheber und auf welchem Tonträger die Komposition erstmals zu finden ist. Ausgenommen in dieser Liste sind Medleys, Remixe und eigene Neuauflagen (Cover) ohne andere Besetzung.

## Alben
Es sind alle Lieder von folgenden Rosenstolz-Alben aufgelistet:
| - 1992: Soubrette werd’ ich nie - 1994: Nur einmal noch - 1995: Mittwoch is’ er fällig - 1996: Objekt der Begierde - 1997: Die Schlampen sind müde - 1999: Zucker - 2000: Kassengift - 2002: Macht Liebe - 2004: Herz - 2006: Das große Leben - 2008: Die Suche geht weiter - 2011: Wir sind am Leben |

Zudem sind alle Lieder aufgelistet, die Rosenstolz auf B-Seiten, als Downloads und als Non-Album-Tracks veröffentlichte. Songs, die ausschließlich als Live-Version von Rosenstolz existieren, sind ebenfalls in der Liste aufgeführt.

## 181 Lieder

### #
| # | Titel      | Dauer | Autoren                              | Album             | Jahr |
| - | ---------- | ----- | ------------------------------------ | ----------------- | ---- |
| 1 | 2 Sekunden | 4:06  | Peter Plate, Ulf Leo Sommer, AnNa R. | Die Singles 92–07 | 2002 |
| 2 | 48 Stunden | 3:34  | Peter Plate, Ulf Leo Sommer, AnNa R. | Macht Liebe       | 2002 |

### A
| #  | Titel                                                | Dauer | Autoren                                             | Album                                    | Jahr |
| -- | ---------------------------------------------------- | ----- | --------------------------------------------------- | ---------------------------------------- | ---- |
| 1  | À zéro                                               | 3:38  | Peter Plate, Ulf Leo Sommer, Philippe Maujard       | Die Singles 92–07                        | 2006 |
| 2  | Achterbahn                                           | 4:27  | Peter Plate, Ulf Leo Sommer, AnNa R.                | Kassengift                               | 2000 |
| 3  | Alles falsch gemacht Bonus-Songs                     | 3:33  | Peter Plate, Ulf Leo Sommer, AnNa R.                | Das große Leben                          | 2006 |
| 4  | Alles ist erleuchtet Bonus-Songs                     | 4:04  | Peter Plate, Ulf Leo Sommer, AnNa R.                | Die Suche geht weiter                    | 2008 |
| 5  | Alles über uns Bonus-Songs                           | 3:30  | Rolf Lübke, Peter Plate, Ulf Leo Sommer, AnNa R.    | Herz                                     | 2004 |
| 6  | Alles wird besser                                    | 5:13  | Peter Plate, AnNa R.                                | Die Schlampen sind müde                  | 1997 |
| 7  | Als ich fortging                                     | 2:36  | Gisela Steineckert, Dirk Michaelis (Karussell 1987) | Die Singles 92–07                        | 2004 |
| 8  | Amo vitam erschien als Single                        | 3:30  | Peter Plate, Ulf Leo Sommer, AnNa R.                | Kassengift                               | 2000 |
| 9  | Amo Vitam La Queens (Rosenstolz mit Marc Almond)     | 3:45  | Peter Plate, Ulf Leo Sommer, AnNa R.                | 10 Jahre Fritz – Die CD                  | 2003 |
| 10 | An einem Morgen im April                             | 3:34  | Peter Plate, Ulf Leo Sommer, AnNa R.                | Die Suche geht weiter                    | 2008 |
| 11 | AnNa Galaktika Bonus-Songs                           | 2:50  | Peter Plate, AnNa R.                                | Soubrette werd’ ich nie                  | 1992 |
| 12 | Anders als geplant                                   | 4:27  | Peter Plate, Ulf Leo Sommer, AnNa R.                | Das große Leben                          | 2006 |
| 13 | Angst                                                | 3:24  | Peter Plate, AnNa R.                                | Objekt der Begierde                      | 1996 |
| 14 | Anna Galaktika                                       | 2:50  | Peter Plate, AnNa R.                                | Wir sind am Leben (Limited Super Deluxe) | 1991 |
| 15 | Auch im Regen erschien als Single                    | 4:27  | Peter Plate, Ulf Leo Sommer, AnNa R.                | Das große Leben                          | 2006 |
| 16 | Augenblick (Dezember)                                | 4:35  | Peter Plate, Ulf Leo Sommer, AnNa R.                | Herz                                     | 2004 |
| 17 | Aus Liebe wollt ich alles wissen erschien als Single | 3:54  | Peter Plate, Ulf Leo Sommer, AnNa R.                | Das große Leben                          | 2006 |
| 18 | Ausgesperrt                                          | 4:08  | Peter Plate, Ulf Leo Sommer, AnNa R.                | Herz                                     | 2004 |
| 19 | Ausgesperrt bei Nacht                                | 4:21  | Peter Plate, Ulf Leo Sommer, AnNa R.                | Die Singles 92–07                        | 2004 |

### B
| # | Titel                             | Dauer | Autoren                                     | Album                                    | Jahr |
| - | --------------------------------- | ----- | ------------------------------------------- | ---------------------------------------- | ---- |
| 1 | Bastard                           | 5:31  | Peter Plate, Ulf Leo Sommer, AnNa R.        | Kassengift                               | 2000 |
| 2 | Beautiful                         | 6:09  | Ulf Leo Sommer, Daniel Faust, Scott Matthew | Wir sind am Leben                        | 2011 |
| 3 | Beiße mich                        | 3:53  | Peter Plate, AnNa R.                        | Mittwoch is’ er fällig                   | 1995 |
| 4 | Bester Feind                      | 4:07  | Peter Plate, Ulf Leo Sommer, AnNa R.        | Das große Leben                          | 2006 |
| 5 | Bist du dabei                     | 4:17  | Peter Plate, Ulf Leo Sommer, AnNa R.        | Die Suche geht weiter                    | 2008 |
| 6 | Bitte geh’ nicht fort             | 3:45  | Peter Plate, AnNa R.                        | Mittwoch is’ er fällig                   | 1995 |
| 7 | Blaue Flecken erschien als Single | 3:38  | Peter Plate, Ulf Leo Sommer, AnNa R.        | Die Suche geht weiter                    | 2008 |
| 8 | Blumenkind                        | 3:36  | Peter Plate, AnNa R.                        | Nur einmal noch                          | 1994 |
| 9 | Bunte Herzen                      | 2:33  | Peter Plate, AnNa R.                        | Wir sind am Leben (Limited Super Deluxe) | 1991 |

### C
| # | Titel                         | Dauer | Autoren                              | Album             | Jahr |
| - | ----------------------------- | ----- | ------------------------------------ | ----------------- | ---- |
| 1 | C’est comme un ange qui passe | 4:20  | Peter Plate                          | Die Singles 92–07 | 2002 |
| 2 | Cleopatra                     | 3:27  | Peter Plate, Ulf Leo Sommer, AnNa R. | Zucker            | 1999 |
| 3 | Cocktailparty                 | 2:56  | Peter Plate, AnNa R.                 | Nur einmal noch   | 1994 |

### D
| #  | Titel                                          | Dauer | Autoren                                          | Album                                     | Jahr |
| -- | ---------------------------------------------- | ----- | ------------------------------------------------ | ----------------------------------------- | ---- |
| 1  | Dann & wann                                    | 3:10  |                                                  | Wir sind am Leben (Limited Super Deluxe)  | 1991 |
| 2  | Das Beste im Leben                             | 5:27  | Peter Plate, Ulf Leo Sommer, AnNa R.             | Herz                                      | 2004 |
| 3  | Das Ende meiner Karriere                       | 4:10  | Peter Plate, Ulf Leo Sommer, AnNa R.             | Zucker                                    | 1999 |
| 4  | Das gelbe Monster                              | 2:25  | Peter Plate, Ulf Leo Sommer, AnNa R.             | Herz                                      | 2004 |
| 5  | Das Glück liegt auf der Straße Bonus-Songs     | 4:03  | Peter Plate, Ulf Leo Sommer, AnNa R.             | Das große Leben                           | 2006 |
| 6  | Das verkaufte Lachen                           | 2:51  | Peter Plate, Ulf Leo Sommer, AnNa R., Ralf Lübke | Die Singles 92–07                         | 2002 |
| 7  | Der größte Trick                               | 4:48  | Peter Plate, Ulf Leo Sommer, AnNa R.             | Die Singles 92–07                         | 2004 |
| 8  | Der kleine Tod                                 | 3:56  | Peter Plate, AnNa R.                             | Objekt der Begierde                       | 1996 |
| 9  | Der Moment erschien als Single                 | 2:42  | Peter Plate, AnNa R.                             | Objekt der Begierde                       | 1996 |
| 10 | Des Satans Domina                              | 2:50  |                                                  | Raritäten 2                               | 1999 |
| 11 | Die Dame von der Akademie                      | 2:42  | Peter Plate, AnNa R.                             | Nur einmal noch                           | 1994 |
| 12 | Die Einsamkeit der Rosen                       | 3:30  | Peter Plate, AnNa R.                             | Die Schlampen sind müde                   | 1997 |
| 13 | Die im Dunkeln                                 | 2:32  | Peter Plate, AnNa R.                             | Strahlende Nächte                         | 2011 |
| 14 | Die Liebe ist tot                              | 3:41  | Peter Plate, Ulf Leo Sommer, AnNa R.             | Herz                                      | 2004 |
| 15 | Die öffentliche Frau                           | 4:16  | Peter Plate, AnNa R.                             | Die Schlampen sind müde                   | 1997 |
| 16 | Die Psychologin                                | 3:34  | Peter Plate, AnNa R.                             | Die Schlampen sind müde                   | 1997 |
| 17 | Die Schlampen sind müde erschien als Single    | 4:34  | Peter Plate, AnNa R.                             | Die Schlampen sind müde                   | 1997 |
| 18 | Die schwarze Witwe erschien als Single         | 3:52  | Peter Plate                                      | Kassengift                                | 2000 |
| 19 | Die schwarze Witwe (Rosenstolz mit Nina Hagen) | 3:53  | Peter Plate                                      | Die Singles 92–07                         | 2001 |
| 20 | Die Suche geht weiter                          | 4:13  | Peter Plate, Ulf Leo Sommer, AnNa R.             | Die Suche geht weiter                     | 2008 |
| 21 | Die Zigarette danach                           | 3:21  | Peter Plate, AnNa R.                             | Nur einmal noch                           | 1994 |
| 22 | Die Zigarette danach [französisch]             | 3:18  | Peter Plate, AnNa R.                             | Raritäten 2                               | 1999 |
| 23 | Diva (Norma) Bonus-Songs                       | 3:26  | Peter Plate, AnNa R.                             | Soubrette werd’ ich nie                   | 1992 |
| 24 | Drüberstehn                                    | 3:46  | Peter Plate, Ulf Leo Sommer, AnNa R.             | Lass es Liebe sein – Die schönsten Lieder | 2018 |
| 25 | Du atmest nicht                                | 3:31  | Peter Plate, Ulf Leo Sommer, AnNa R.             | Kassengift                                | 2000 |
| 26 | Duett                                          | 3:30  | Peter Plate, AnNa R.                             | Die Schlampen sind müde                   | 1996 |
| 27 | Dunkle Wolken (Mai)                            | 4:39  | Peter Plate, AnNa R.                             | Die Schlampen sind müde                   | 1997 |
| 28 | Durchgedreht                                   | 2:44  |                                                  | Wir sind am Leben (Limited Super Deluxe)  | 1991 |

### E
| #  | Titel                                         | Dauer | Autoren                                          | Album                                                  | Jahr |
| -- | --------------------------------------------- | ----- | ------------------------------------------------ | ------------------------------------------------------ | ---- |
| 1  | Eduard                                        | 2:25  | Peter Plate, AnNa R.                             | Raritäten                                              | 1993 |
| 2  | Ein anderes Gefühl von Schmerz                | 4:48  | Peter Plate, Ulf Leo Sommer, AnNa R.             | Zucker                                                 | 1999 |
| 3  | Ein Wunder für mich                           | 3:29  | Peter Plate, Ulf Leo Sommer, AnNa R.             | Das große Leben                                        | 2006 |
| 4  | Eine Frage des Lichts                         | 3:47  | Peter Plate, Ulf Leo Sommer, AnNa R.             | Herz                                                   | 2004 |
| 5  | E.n.e.r.g.i.e.                                | 4:07  | Peter Plate                                      | Wir sind am Leben                                      | 2011 |
| 6  | Enfants des nuits                             | 5:23  | Peter Plate                                      | Die Singles 92–07                                      | 2001 |
| 7  | Engel der Schwermut                           | 4:28  | —                                                | Kassengift                                             | 2000 |
| 8  | Erwarten ’se nix                              | 2:37  | Peter Plate, AnNa R.                             | Soubrette werd’ ich nie                                | 1992 |
| 9  | Es ist vorbei                                 | 4:02  | —                                                | Kassengift                                             | 2000 |
| 10 | Es könnt’ ein Anfang sein erschien als Single | 3:53  | Peter Plate, Ulf Leo Sommer, AnNa R.,            | Alles Gute – Die Goldedition – Das Beste von 92 bis 01 | 2001 |
| 11 | Es lebe der König                             | 5:01  | Peter Plate, AnNa R.                             | Die Schlampen sind müde                                | 1997 |
| 12 | Es tut immer noch weh erschien als Single     | 4:13  | Peter Plate, Ulf Leo Sommer, AnNa R., Ralf Lübke | Macht Liebe                                            | 2002 |
| 13 | Es tut mir leid                               | 2:18  | Peter Plate, AnNa R.                             | Nur einmal noch                                        | 1994 |
| 14 | Etwas zerstört                                | 4:05  | Peter Plate, Ulf Leo Sommer, AnNa R.             | Das große Leben                                        | 2006 |

### F
| # | Titel                                     | Dauer | Autoren                                                              | Album                                    | Jahr |
| - | ----------------------------------------- | ----- | -------------------------------------------------------------------- | ---------------------------------------- | ---- |
| 1 | Flugzeug                                  | 3:54  | Peter Plate, Ulf Leo Sommer                                          | Wir sind am Leben                        | 2011 |
| 2 | Frauen schlafen nie                       | 4:17  | Peter Plate, AnNa R.                                                 | Mittwoch is’ er fällig                   | 1995 |
| 3 | Frühling                                  | 2:14  |                                                                      | Wir sind am Leben (Limited Super Deluxe) | 1991 |
| 4 | Fuego de vida (Gib mir Sonne) Bonus-Songs | 3:48  | Peter Plate, Ulf Leo Sommer, José Alvarez-Brill, German Garcia Zafra | Die Suche geht weiter                    | 2008 |
| 5 | Für dich mich dreh                        | 5:00  | Peter Plate, AnNa R.                                                 | Nur einmal noch                          | 1994 |
| 6 | Fütter deine Angst erschien als Single    | 4:00  | Peter Plate, Ulf Leo Sommer, AnNa R.                                 | Zucker                                   | 1999 |

### G
| # | Titel                                                   | Dauer | Autoren                              | Album                                                      | Jahr |
| - | ------------------------------------------------------- | ----- | ------------------------------------ | ---------------------------------------------------------- | ---- |
| 1 | Ganz Unten (Oktober)                                    | 4:30  | Peter Plate, Ulf Leo Sommer, AnNa R. | Es könnt’ ein Anfang sein (Maxi-CD, CD 1)                  | 2001 |
| 2 | Geld                                                    | 3:23  | Peter Plate, AnNa R.                 | Objekt der Begierde                                        | 1996 |
| 3 | Gelegenheitsgeliebte                                    | 3:46  | Peter Plate, Ulf Leo Sommer          | Lass es Liebe sein – Die schönsten Lieder (Deluxe-Edition) | 2018 |
| 4 | Gib mir mehr Himmel                                     | 4:37  | Peter Plate, Ulf Leo Sommer, AnNa R. | Herz                                                       | 2004 |
| 5 | Gib mir Sonne erschien als Single                       | 3:34  | Peter Plate, Ulf Leo Sommer, AnNa R. | Die Suche geht weiter                                      | 2008 |
| 6 | Gott geht heut ohne mein Gebet in sein Bett Bonus-Songs | 3:34  |                                      | Wir sind am Leben                                          | 2011 |
| 7 | Greta hilf mir!                                         | 2:49  | Peter Plate, AnNa R.                 | Nur einmal noch                                            | 1994 |
| 8 | Grüße an mein Leben Bonus-Songs                         | 3:30  | Peter Plate, Ulf Leo Sommer, AnNa R. | Die Suche geht weiter                                      | 2008 |

### H
| # | Titel                    | Dauer | Autoren                                            | Album                 | Jahr |
| - | ------------------------ | ----- | -------------------------------------------------- | --------------------- | ---- |
| 1 | Heart’s Desire           | 3:03  | Peter Plate, AnNa R., Robert Hoare                 | Die Singles 92–07     | 1998 |
| 2 | Heiß                     | 3:23  | Patrik Majer, Peter Plate, AnNa R., Ulf Leo Sommer | Macht Liebe           | 2002 |
| 3 | Herz schlägt auch im Eis | 4:31  | Peter Plate, Ulf Leo Sommer, AnNa R.               | Die Suche geht weiter | 2008 |
| 4 | Herzensschöner (Juni)    | 3:01  | Peter Plate, AnNa R.                               | Alles Gute            | 1998 |
| 5 | Heut’ Nacht              | 4:14  | Manfred Praeker                                    | Zucker                | 1999 |

### I
| #  | Titel                                                               | Dauer | Autoren                                                              | Album                                     | Jahr |
| -- | ------------------------------------------------------------------- | ----- | -------------------------------------------------------------------- | ----------------------------------------- | ---- |
| 1  | I a mada i tai                                                      | 4:11  |                                                                      | Die Singles 92–07                         | 2004 |
| 2  | Ich bin ich (wir sind wir) erschien als Single                      | 3:39  | Peter Plate, Ulf Leo Sommer, AnNa R.                                 | Das große Leben                           | 2006 |
| 3  | Ich bin ich (Wir sind wir) (Rhythms Del Mundo feat. Rosenstolz)     | 3:20  | Kenny Young, Berman Brothers                                         | Cubano alemán                             | 2008 |
| 4  | Ich bin mein Haus erschien als Single                               | 4:46  | Peter Plate, Ulf Leo Sommer, AnNa R.                                 | Die Suche geht weiter                     | 2008 |
| 5  | Ich bin verändert                                                   | 3:45  | Peter Plate, Ulf Leo Sommer, AnNa R.                                 | Das große Leben                           | 2006 |
| 6  | Ich geh auf Glas erschien als Single                                | 3:00  | Peter Plate, AnNa R.                                                 | Soubrette werd’ ich nie                   | 1992 |
| 7  | Ich geh in Flammen auf erschien als Single                          | 3:45  | Peter Plate, Ulf Leo Sommer, AnNa R.                                 | Das große Leben                           | 2006 |
| 8  | Ich geh’ jetzt aus (sonst geh’ ich ein)                             | 3:11  | Peter Plate, AnNa R.                                                 | Soubrette werd’ ich nie                   | 1992 |
| 9  | Ich hab genauso Angst wie du                                        | 4:10  | Peter Plate, Ulf Leo Sommer, AnNa R.                                 | Das große Leben                           | 2006 |
| 10 | Ich komm an dir nicht weiter erschien als Single                    | 4:42  | Peter Plate, Ulf Leo Sommer, AnNa R.                                 | Herz                                      | 2004 |
| 11 | Ich lieb’ mich                                                      | 4:05  | Peter Plate, AnNa R.                                                 | Objekt der Begierde                       | 1996 |
| 12 | Ich stell’ mich an die nächste Wand (Monotonie) erschien als Single | 3:44  | Peter Plate, AnNa R.                                                 | Die Schlampen sind müde                   | 1997 |
| 13 | Ich trag heut Weiß (denn du bist tot) erschien als Single           | 4:18  |                                                                      | Lass es Liebe sein – Die schönsten Lieder | 2018 |
| 14 | Ich und mein Prinz                                                  | 3:34  | Peter Plate, Ulf Leo Sommer, AnNa R.                                 | Zucker                                    | 1999 |
| 15 | Ich verbrauche mich                                                 | 3:41  | —                                                                    | Macht Liebe                               | 2002 |
| 16 | Ich will mich verlieben erschien als Single                         | 4:38  | Peter Plate, Ulf Leo Sommer, AnNa R.                                 | Herz                                      | 2004 |
| 17 | Ich zieh mich an (und langsam aus)                                  | 2:53  | Hans Hammerschmid, Hildegard Knef (erster Interpret: Hildegard Knef) | Mittwoch is’ er fällig                    | 1995 |
| 18 | Illusion                                                            | 3:48  |                                                                      | Wir sind am Leben (Limited Super Deluxe)  | 1991 |
| 19 | In den Sand gesetzt                                                 | 2:36  | Peter Plate, Ulf Leo Sommer, AnNa R.                                 | Herz                                      | 2004 |
| 20 | Irgendwo dazwischen                                                 | 3:36  | Peter Plate, Ulf Leo Sommer, AnNa R.                                 | Die Suche geht weiter                     | 2008 |
| 21 | Irgendwo in Berlin                                                  | 4:48  | Peter Plate, Ulf Leo Sommer                                          | Wir sind am Leben                         | 2011 |

### J
| # | Titel                                                        | Dauer | Autoren                                                | Album                                | Jahr |
| - | ------------------------------------------------------------ | ----- | ------------------------------------------------------ | ------------------------------------ | ---- |
| 1 | Ja, ich will (Hochzeitssong) (Rosenstolz & Hella von Sinnen) | 4:24  | Peter Plate, Ulf Leo Sommer, AnNa R., Hella von Sinnen | Zucker                               | 1999 |
| 2 | Januar (Wenn die Mona Lisa weint)                            | 3:06  | Peter Plate, AnNa R.                                   | Soubrette werd’ ich nie              | 1992 |
| 3 | Jedesmal                                                     | 4:18  | Peter Plate, AnNa R.                                   | Objekt der Begierde                  | 1996 |
| 4 | Johnny                                                       | 3:20  | Peter Plate                                            | Traum vom Fliegen                    | 2008 |
| 5 | Juni (Herzensschöner)                                        | 3:01  | Peter Plate, Ulf Leo Sommer, AnNa R.                   | Alles Gute – Das Beste von 92 bis 98 | 1998 |

### K
| #  | Titel                                | Dauer | Autoren                              | Album                                    | Jahr |
| -- | ------------------------------------ | ----- | ------------------------------------ | ---------------------------------------- | ---- |
| 1  | Kannst du mich hochziehn Bonus-Songs | 4:02  | Peter Plate, Ulf Leo Sommer, AnNa R. | Das große Leben                          | 2006 |
| 2  | Kassengift                           | 3:55  | —                                    | Kassengift                               | 2000 |
| 3  | Kein Lied von Liebe                  | 4:24  | Peter Plate, Ulf Leo Sommer, AnNa R. | Die Suche geht weiter                    | 2008 |
| 4  | Kein Mut zum Fliegen                 | 3:54  | Peter Plate                          | Stolz der Rose – Das Beste und mehr      | 1996 |
| 5  | Kinder der Nacht erschien als Single | 5:22  | Peter Plate, Ulf Leo Sommer, AnNa R. | Kassengift                               | 2000 |
| 6  | Klaus-Trophobie                      | 3:18  | Peter Plate, AnNa R.                 | Soubrette werd’ ich nie                  | 1992 |
| 7  | Kleine Wunder                        | 3:09  |                                      | Die Singles 92–07                        | 2002 |
| 8  | Kleiner Prinz                        | 3:33  | Peter Plate, AnNa R.                 | Nur einmal noch                          | 1994 |
| 9  | Komm doch mit                        | 4:21  | Peter Plate, Ulf Leo Sommer, AnNa R. | Macht Liebe                              | 2002 |
| 10 | Komm zurück                          | 3:11  |                                      | Wir sind am Leben (Limited Super Deluxe) | 1991 |
| 11 | Königin erschien als Single          | 3:19  | Peter Plate, AnNa R.                 | Die Schlampen sind müde                  | 1997 |
| 12 | Kosmos                               | 3:03  | Peter Plate, AnNa R.                 | Soubrette werd’ ich nie                  | 1992 |
| 13 | Kuss der Diebe erschien als Single   | 4:21  | Peter Plate, AnNa R.                 | Nur einmal noch                          | 1994 |

### L
| #  | Titel                                        | Dauer | Autoren                                                | Album                                                      | Jahr |
| -- | -------------------------------------------- | ----- | ------------------------------------------------------ | ---------------------------------------------------------- | ---- |
| 1  | La cigarette d’après                         | 3:18  | Peter Plate, AnNa R.                                   | Raritäten 2                                                | 1994 |
| 2  | La descente                                  | 4:32  | Peter Plate, Ulf Leo Sommer, AnNa R., Philippe Maujard | Die Singles 92–07                                          | 2002 |
| 3  | Lachen erschien als Single                   | 3:52  | Peter Plate, Ulf Leo Sommer, AnNa R.                   | Mittwoch is’ er fällig                                     | 1995 |
| 4  | Lass es regnen                               | 4:13  | Peter Plate, AnNa R.                                   | Objekt der Begierde                                        | 1996 |
| 5  | Lass mich dein Schlafzimmer sein             | 3:40  | Peter Plate, AnNa R.                                   | Die Schlampen sind müde                                    | 1997 |
| 6  | Lass sie reden                               | 4:38  | Peter Plate, Ulf Leo Sommer, AnNa R.                   | Alles Gute – Das Beste von 92 bis 98                       | 1998 |
| 7  | Laut                                         | 3:23  | Peter Plate, Ulf Leo Sommer, AnNa R.                   | Die Singles 92–07                                          | 2002 |
| 8  | Lautes Herz                                  | 3:12  | Peter Plate                                            | Die Singles 92–07                                          | 2002 |
| 9  | Lebend erwacht                               | 3:30  | Peter Plate, AnNa R.                                   | Nur einmal noch                                            | 1994 |
| 10 | Les larmes de septembre                      | 4:43  |                                                        | Die Singles 92–07                                          | 2001 |
| 11 | Liebe ist alles erschien als Single          | 3:34  | Peter Plate, Ulf Leo Sommer, AnNa R.                   | Herz                                                       | 2004 |
| 12 | Lieber lebe ich ungewöhnlich                 | 3:38  | Peter Plate, Ulf Leo Sommer                            | Lass es Liebe sein – Die schönsten Lieder (Deluxe-Edition) | 2018 |
| 13 | Lied von den Vergessenen erschien als Single | 4:07  | Peter Plate, Ulf Leo Sommer                            | Wir sind am Leben                                          | 2011 |

### M
| #  | Titel                                      | Dauer | Autoren                                                | Album                                     | Jahr |
| -- | ------------------------------------------ | ----- | ------------------------------------------------------ | ----------------------------------------- | ---- |
| 1  | Macht Liebe erschien als Single            | 3:19  | —                                                      | Macht Liebe                               | 2002 |
| 2  | Magnetisch                                 | 2:31  | Peter Plate, AnNa R.                                   | Soubrette werd’ ich nie                   | 1992 |
| 3  | Mann im Ohr                                | 3:27  | Peter Plate, AnNa R.                                   | Mittwoch is’ er fällig                    | 1995 |
| 4  | Marilyn                                    | 4:40  | Peter Plate                                            | Wir sind am Leben                         | 2011 |
| 5  | Mein Leben im Aschenbecher                 | 3:57  | Peter Plate                                            | Wir sind am Leben                         | 2011 |
| 6  | Mein Sex Bonus-Songs                       | 4:03  | Peter Plate, Ulf Leo Sommer, AnNa R.                   | Das große Leben                           | 2006 |
| 7  | Mens moi                                   | 4:20  | Peter Plate, Ulf Leo Sommer, AnNa R., Philippe Maujard | Die Singles 92–07                         | 2004 |
| 8  | Mephisto                                   | 4:45  | Peter Plate, AnNa R.                                   | Objekt der Begierde                       | 1996 |
| 9  | Mesopotamische Unschuldsvision             | 3:00  | Peter Plate, AnNa R.                                   | Traum vom Fliegen                         | 1992 |
| 10 | Mich hat die Liebe gekannt Bonus-Songs     | 4:29  | Peter Plate, Ulf Leo Sommer, AnNa R.                   | Die Suche geht weiter                     | 2008 |
| 11 | Mir grauts vor diesen Leuten               | 3:52  | Peter Plate, Ulf Leo Sommer, AnNa R.                   | Kassengift                                | 2000 |
| 12 | Mir muß es nicht gutgeh’n                  | 4:35  | Peter Plate, Ulf Leo Sommer, AnNa R.                   | Zucker                                    | 1999 |
| 13 | Mittwoch is’ er fällig erschien als Single | 4:48  | Peter Plate, AnNa R.                                   | Mittwoch is’ er fällig                    | 1995 |
| 14 | Mittwoch is er fällig [französisch]        | 2:56  | Peter Plate, AnNa R.                                   | Raritäten 2                               | 1999 |
| 15 | Mon ange de tristesse                      |       | Peter Plate, Ulf Leo Sommer, AnNa R., Philippe Maujard | Alles Gute – Das Beste von 92 bis 98      | 2000 |
| 16 | Mon fantôme                                | 4:28  | Peter Plate, Ulf Leo Sommer, Philippe Maujard          | Die Singles 92–07                         | 2006 |
| 17 | Mondkuß                                    | 4:50  | Peter Plate, AnNa R.                                   | Mittwoch is’ er fällig                    | 1995 |
| 18 | Monsieur                                   | 4:55  | Peter Plate                                            | Die Singles 92–07                         | 2002 |
| 19 | Morgenlicht                                | 3:34  | Peter Plate, AnNa R.                                   | Strahlende Nächte                         | 2011 |
| 20 | Muss nicht höher, muss nicht weiter        | 3:26  | Peter Plate, Ulf Leo Sommer, AnNa R.                   | Lass es Liebe sein – Die schönsten Lieder | 2018 |

### N
| #  | Titel                                                 | Dauer | Autoren                              | Album                                    | Jahr |
| -- | ----------------------------------------------------- | ----- | ------------------------------------ | ---------------------------------------- | ---- |
| 1  | Nackt (Juli)                                          | 4:42  | Peter Plate, Ulf Leo Sommer, AnNa R. | Zucker                                   | 1999 |
| 2  | Nichts von alledem (tut mir leid) erschien als Single | 4:26  | Peter Plate, Ulf Leo Sommer, AnNa R. | Das große Leben                          | 2006 |
| 3  | Niemals, niemals mit dir                              | 2:49  | Peter Plate, Ulf Leo Sommer, AnNa R. | Wir sind am Leben (Limited Super Deluxe) | 1991 |
| 4  | Nirwana                                               | 4:48  | Peter Plate, Ulf Leo Sommer, AnNa R. | Zucker                                   | 1999 |
| 5  | Norma [Live]                                          | 3:32  | Peter Plate, AnNa R.                 | Strahlende Nächte                        | 2011 |
| 6  | Nur das Eine [Live]                                   | 2:43  | Peter Plate, AnNa R.                 | Strahlende Nächte                        | 2011 |
| 7  | Nur einmal noch erschien als Single                   | 3:21  | Peter Plate, AnNa R.                 | Nur einmal noch                          | 1994 |
| 8  | Nur einmal noch [98]                                  | 3:19  | Peter Plate, AnNa R.                 | Alles Gute – Das Beste von 92 bis 98     | 1998 |
| 9  | Nymphoman                                             | 3:43  | Peter Plate, AnNa R.                 | Nur einmal noch                          | 1994 |
| 10 | Nymphomaxi                                            | 4:21  | Peter Plate, AnNa R.                 | Raritäten                                | 1994 |

### O
| # | Titel               | Dauer | Autoren                                    | Album                                    | Jahr |
| - | ------------------- | ----- | ------------------------------------------ | ---------------------------------------- | ---- |
| 1 | Objekt der Begierde | 3:35  | Peter Plate, AnNa R.                       | Objekt der Begierde                      | 1996 |
| 2 | Ödenreich           | 2:32  |                                            | Wir sind am Leben (Limited Super Deluxe) | 1991 |
| 3 | Ohne dich           | 4:47  | Christian Neander, Jan Plewka (Selig 1993) | Die Singles 92–07                        | 2004 |

### P
| # | Titel                             | Dauer | Autoren                                          | Album                                                      | Jahr |
| - | --------------------------------- | ----- | ------------------------------------------------ | ---------------------------------------------------------- | ---- |
| 1 | Panik im All                      | 4:47  | Peter Plate, Ulf Leo Sommer                      | Lass es Liebe sein – Die schönsten Lieder (Deluxe-Edition) | 1991 |
| 2 | Paradies                          | 4:51  | Inga Humpe, Peter Plate, AnNa R., Ulf Leo Sommer | Macht Liebe                                                | 2002 |
| 3 | Party mit mir selbst              | 3:28  | Peter Plate, AnNa R.                             | Die Schlampen sind müde                                    | 1997 |
| 4 | Perlentaucher erschien als Single | 4:36  | Peter Plate, Ulf Leo Sommer, AnNa R.             | Zucker                                                     | 1999 |
| 5 | Prinzessin auf dem Abstellgleis   | 4:21  | Peter Plate, Ulf Leo Sommer, AnNa R.             | Macht Liebe                                                | 2002 |
| 6 | Pyromanin                         | 4:18  | Peter Plate, Ulf Leo Sommer                      | Die Singles 92–07                                          | 2004 |

### Q
| # | Titel            | Dauer | Autoren     | Album             | Jahr |
| - | ---------------- | ----- | ----------- | ----------------- | ---- |
| 1 | Quand c’est fini | 4:05  | Peter Plate | Die Singles 92–07 | 2004 |

### R
| # | Titel    | Dauer | Autoren              | Album       | Jahr |
| - | -------- | ----- | -------------------- | ----------- | ---- |
| 1 | Raubtier | 3:55  | —                    | Macht Liebe | 2002 |
| 2 | Rire     | 4:02  | Peter Plate, AnNa R. | Raritäten 2 | 1999 |

### S
| #  | Titel                               | Dauer | Autoren                              | Album                                | Jahr |
| -- | ----------------------------------- | ----- | ------------------------------------ | ------------------------------------ | ---- |
| 1  | Sag doch                            | 4:30  | —                                    | Kassengift                           | 2000 |
| 2  | Samstags                            | 3:58  | Peter Plate, AnNa R.                 | Mittwoch is’ er fällig               | 1995 |
| 3  | Sanfter Verführer                   | 3:04  | Peter Plate, AnNa R.                 | Mittwoch is’ er fällig               | 1995 |
| 4  | Schieß mich jetzt ab                | 3:37  | Peter Plate, Ulf Leo Sommer, AnNa R. | Zucker                               | 1999 |
| 5  | Schlampenfieber erschien als Single | 2:58  | Peter Plate, AnNa R.                 | Soubrette werd’ ich nie              | 1992 |
| 6  | Schlange                            | 4:05  | Peter Plate, Ulf Leo Sommer, AnNa R. | Zucker                               | 1999 |
| 7  | Schmetterlinge aus Eis Bonus-Songs  | 3:34  | Peter Plate, Ulf Leo Sommer, AnNa R. | Die Suche geht weiter                | 2008 |
| 8  | Sei mein Gott                       | 4:32  | Peter Plate, Ulf Leo Sommer, AnNa R. | Mittwoch is’ er fällig               | 1995 |
| 9  | Sei mein Gott [französisch]         | 4:32  | Peter Plate, AnNa R.                 | Raritäten 2                          | 1999 |
| 10 | Septembergrau                       | 4:39  | Peter Plate, Ulf Leo Sommer, AnNa R. | Kassengift                           | 2000 |
| 11 | Sex im Hotel erschien als Single    | 3:04  | Peter Plate, AnNa R.                 | Objekt der Begierde                  | 1996 |
| 12 | So viel geb’ ich nicht              | 3:01  | Peter Plate, Ulf Leo Sommer          | Die Singles 92–07                    | 2002 |
| 13 | Soi mon Dieu                        | 4:33  | Peter Plate, AnNa R.                 | Erwarten se nix                      | 2004 |
| 14 | Soubrette werd’ ich nie             | 3:42  | Peter Plate, AnNa R.                 | Soubrette werd’ ich nie              | 1992 |
| 15 | Sprachlos                           | 4:04  | Peter Plate, Ulf Leo Sommer          | Wir sind am Leben                    | 2011 |
| 16 | Stadtcafé                           | 2:51  |                                      | Traum vom Fliegen                    | 2008 |
| 17 | Sternraketen erschien als Single    | 3:03  | Peter Plate, Ulf Leo Sommer, AnNa R. | Macht Liebe                          | 2002 |
| 18 | Stolz der Rose                      | 3:12  | Peter Plate, AnNa R.                 | Soubrette werd’ ich nie              | 1992 |
| 19 | Strahlende Nächte                   | 3:27  | Peter Plate, AnNa R.                 | Nur einmal noch                      | 1994 |
| 20 | Süchtig                             | 2:52  | Peter Plate, AnNa R.                 | Soubrette werd’ ich nie              | 1992 |
| 21 | Susi im roten Kleid Bonus-Songs     | 3:51  | Peter Plate, Ulf Leo Sommer, AnNa R. | Die Suche geht weiter                | 2008 |
| 22 | Süßer Vogel                         | 4:22  | Peter Plate, Ulf Leo Sommer, AnNa R. | Alles Gute – Das Beste von 92 bis 98 | 1998 |

### T
| # | Titel                                    | Dauer | Autoren                                          | Album                  | Jahr |
| - | ---------------------------------------- | ----- | ------------------------------------------------ | ---------------------- | ---- |
| 1 | Tag in Berlin (November)                 | 3:03  | Peter Plate, Ulf Leo Sommer, AnNa R.             | Macht Liebe            | 2002 |
| 2 | Total Eclipse erschien als Single        | 4:00  | Kristian Hoffman, (erster Interpret: Klaus Nomi) | Kassengift             | 2000 |
| 3 | Total Eclipse (Rosenstolz & Marc Almond) | 3:29  | Kristian Hoffman                                 | Die Singles 92–07      | 2001 |
| 4 | Tout déraille                            | 3:52  | Peter Plate, Ulf Leo Sommer, Philippe Maujard    | Die Singles 92–07      | 2006 |
| 5 | Traum vom Fliegen (März)                 | 3:06  | Peter Plate, AnNa R.                             | Mittwoch is’ er fällig | 1995 |

### U
| # | Titel                               | Dauer | Autoren                              | Album                 | Jahr |
| - | ----------------------------------- | ----- | ------------------------------------ | --------------------- | ---- |
| 1 | Überdosis Glück                     | 3:53  | Peter Plate, Ulf Leo Sommer          | Wir sind am Leben     | 2011 |
| 2 | Unerwartet (Ein Fenster zum Himmel) | 4:00  | Peter Plate, Ulf Leo Sommer, AnNa R. | Die Suche geht weiter | 2008 |
| 3 | Unsterblich                         | 3:17  | —                                    | Macht Liebe           | 2002 |

### V
| # | Titel                  | Dauer | Autoren              | Album                   | Jahr |
| - | ---------------------- | ----- | -------------------- | ----------------------- | ---- |
| 1 | Vampir                 | 3:25  | Peter Plate, AnNa R. | Die Singles 92–07       | 2000 |
| 2 | Vergoldet              | 3:32  | Peter Plate          | Die Schlampen sind müde | 1997 |
| 3 | Viel zu kalt (Februar) | 3:17  | Peter Plate, AnNa R. | Nur einmal noch         | 1994 |
| 4 | Vom Wesen der Liebe    | 4:40  | Peter Plate, AnNa R. | Zucker                  | 1999 |
| 5 | Voyeur                 | 2:46  | Peter Plate, AnNa R. | Soubrette werd’ ich nie | 1992 |

### W
| #  | Titel                                                   | Dauer | Autoren                               | Album                                                           | Jahr |
| -- | ------------------------------------------------------- | ----- | ------------------------------------- | --------------------------------------------------------------- | ---- |
| 1  | Wann kommst du (Autos fahr’n an mir vorbei)             | 4:41  | Peter Plate, Ulf Leo Sommer, AnNa R.  | Die Suche geht weiter                                           | 2008 |
| 2  | Was kann ich für eure Welt erschien als Single          | 3:49  | Peter Plate, Ulf Leo Sommer, AnNa R.  | Live aus Berlin                                                 | 2003 |
| 3  | Weil wir Freunde sind (Der Tiger Taps Song) Bonus-Songs | 3:10  | Peter Plate, Ulf Leo Sommer           | Wir sind am Leben / Weil wir Freunde sind (Der Tiger Taps Song) | 2011 |
| 4  | Weine nicht                                             | 4:46  | Peter Plate, AnNa R.                  | Objekt der Begierde                                             | 1996 |
| 5  | Wenn Du aufwachst                                       | 3:36  | Peter Plate, AnNa R.                  | Soubrette werd’ ich nie                                         | 1992 |
| 6  | Wenn du jetzt aufgibst                                  | 5:23  | Peter Plate, Ulf Leo Sommer, AnNa R.  | Die Schlampen sind müde                                         | 1997 |
| 7  | Wenn du nicht mehr da bist (August)                     | 3:55  | Peter Plate, Ulf Leo Sommer, AnNa R.  | Die Singles 92–07                                               | 1999 |
| 8  | Wenn es jetzt losgeht erschien als Single               | 4:56  | Peter Plate, Ulf Leo Sommer, AnNa R.  | Lass es Liebe sein – Die schönsten Lieder                       | 2018 |
| 9  | Wie lang kann ein Mensch tanzen? Bonus-Songs            | 3:55  | Peter Plate                           | Lied von den Vergessenen / Wie lang kann ein Mensch tanzen?     | 2012 |
| 10 | Wie weit ist vorbei erschien als Single                 | 4:14  | Peter Plate, Ulf Leo Sommer, AnNa R.  | Die Suche geht weiter                                           | 2008 |
| 11 | Willkommen erschien als Single                          | 4:19  | Peter Plate, Ulf Leo Sommer, AnNa R.  | Herz                                                            | 2004 |
| 12 | Wir küssen Amok                                         | 3:44  | Peter Plate                           | Wir sind am Leben                                               | 2011 |
| 13 | Wir sind am Leben erschien als Single                   | 4:51  | Peter Plate, Ulf Leo Sommer           | Wir sind am Leben                                               | 2011 |
| 14 | Wir tanzen Tango                                        | 3:34  | Wolfgang W. Wallroth, Werner Mangalin | Die Schlampen sind müde                                         | 1997 |
| 15 | Woran hält sich die Liebe                               | 5:01  | Peter Plate, Ulf Leo Sommer, AnNa R.  | Das große Leben                                                 | 2006 |
| 16 | Wunderwelt                                              | 2:16  |                                       | Wir sind am Leben (Limited Super Deluxe)                        | 1991 |

### Z
| # | Titel           | Dauer | Autoren                              | Album                                    | Jahr |
| - | --------------- | ----- | ------------------------------------ | ---------------------------------------- | ---- |
| 1 | Zarah in Ketten | 5:24  | Peter Plate/AnNa R.                  | Objekt der Begierde                      | 1996 |
| 2 | Zauberstern     | 2:15  |                                      | Wir sind am Leben (Limited Super Deluxe) | 1991 |
| 3 | Zu treu (April) | 4:34  | Peter Plate/AnNa R.                  | Objekt der Begierde                      | 1996 |
| 4 | Zucker II       | 4:53  | Peter Plate, Ulf Leo Sommer, AnNa R. | Zucker                                   | 1999 |
| 5 | Zucker III      | 4:53  |                                      | Stolz der Rose – Das Beste und mehr      | 1999 |
| 6 | ZuckerRoterMond | 4:22  | Peter Plate, Ulf Leo Sommer, AnNa R. | Zucker                                   | 1999 |

## Cover
| # | Titel                               | Dauer | Autoren                                     | Album                 | Jahr |
| - | ----------------------------------- | ----- | ------------------------------------------- | --------------------- | ---- |
| 1 | Hinter dem Horizont Bonus-Songs     | 3:46  | Udo Lindenberg, Bea Reszat                  | Das große Leben       | 2006 |
| 2 | Paff, der Zauberdrachen Bonus-Songs | 3:54  | Peter Yarrow, Fred Oldörp, Leonard Lipton   | Es tut immer noch weh | 2001 |
| 3 | Wo bist du Bonus-Songs              | 3:54  | Tamara Danz, Uwe Hassbecker, Ritchie Barton | Das große Leben       | 2006 |